# Boulevard Beaumarchais
Boulevard Beaumarchais är en boulevard i Paris tredje, fjärde och elfte arrondissement. Boulevarden är uppkallad efter den franske dramatikern Pierre de Beaumarchais (1732–1799). Boulevard Beaumarchais börjar vid Place de la Bastille 11 och slutar vid Rue Saint-Sébastien 2 och Rue du Pont-aux-Choux 1.
Boulevard Beaumarchais är en av Les Grands Boulevards.

## Omgivningar
- Saint-Denys-du-Saint-Sacrement
- Place des Vosges
- Jardin Arnaud Beltrame
- Hôtel de Sagonne (tidigare Hôtel Mansart)
- Rue des Tournelles

## Bilder
| - Gatuskylt. - Pierre de Beaumarchais. - Jardin Arnaud Beltrame. |

## Kommunikationer
- Tunnelbana – linjerna    – Bastille
- Tunnelbana – linje  – Chemin Vert
- Tunnelbana – linje  – Saint-Sébastien – Froissart

### Webbkällor
- ”Boulevard Beaumarchais”. Mairie de Paris. https://web.archive.org/web/20160303203730/http://www.v2asp.paris.fr/commun/v2asp/v2/nomenclature_voies/Voieactu/0780.nom.htm. Läst 8 september 2022.
- ”Boulevard Beaumarchais (3ème, 4ème et 11ème arrondissement)”. Les rues de Paris. https://web.archive.org/web/20160407225531/http://www.parisrues.com/rues03/paris-03-boulevard-beaumarchais.html. Läst 8 september 2022.